# RA 16 (Italië)
De RA 16 of raccordo autostradale 16 is een autosnelweg in Italië. De RA16 vormt de verbinding tussen de A28 en de SS13. De RA16 is 3,7 kilometer lang.